# Derby-Raffinerie
Die Derby-Raffinerie (englisch: Derby Refinery) von Coastal Corporation war eine US-amerikanische Raffinerie in Wichita im Bundesstaat Kansas. Sie wurde 1993 aufgrund von Unrentabilität stillgelegt.

## Geschichte
Die Raffinerie wurde 1920 von der Derby Oil Company errichtet. 1955 bis 1973 war die Colorado Interstate Gas Company Besitzer der Raffinerie.
Von 1973 bis zur Schließung 1993 gehörte die Raffinerie zur Coastal Corporation. 1993 wurde die Produktion der Coastal-Raffinerien in Derby und El Dorado angehalten und die Raffinerien eingemottet. 2005 wurde der Abriss der seit Jahren brach liegenden Raffinerie angekündigt, durch das 21st Street Revitalization Program sollte die Altlast saniert werden.

## Technische Daten
Es bestand ein Anschluss an das Eisenbahnnetz. Nördlich des Geländes befindet sich ein von der Union Pacific Railroad und der Wichita Terminal Association genutzter Rangierbahnhof (yard).
Neben dem Gelände der ehemaligen Raffinerie verläuft auf der östlichen Seite der U.S. Highway 81.